# Myrcidris epicharis
Myrcidris epicharis är en myrart som beskrevs av Ward 1990. Myrcidris epicharis ingår i släktet Myrcidris och familjen myror. Inga underarter finns listade i Catalogue of Life.

## Bildgalleri

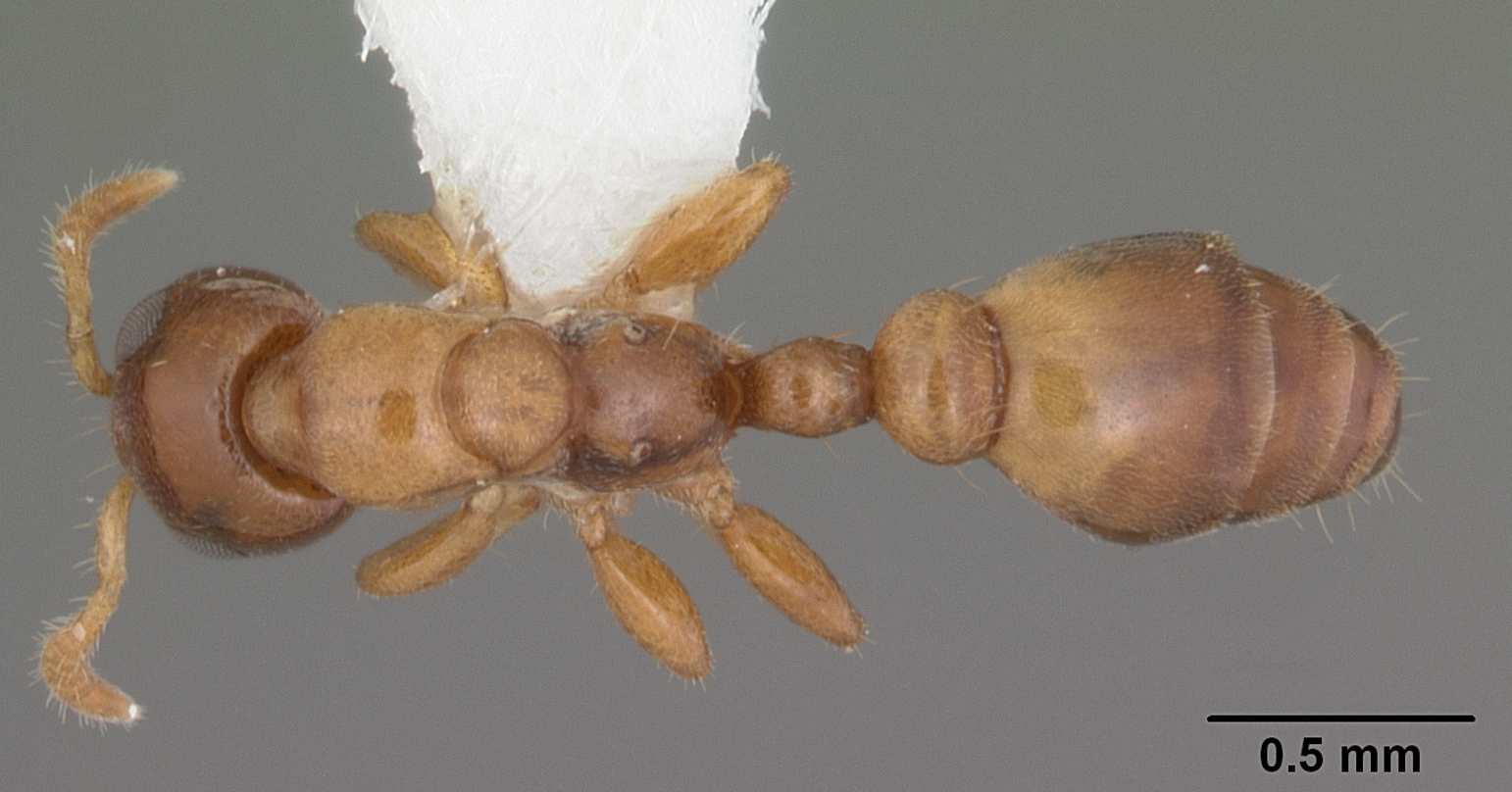
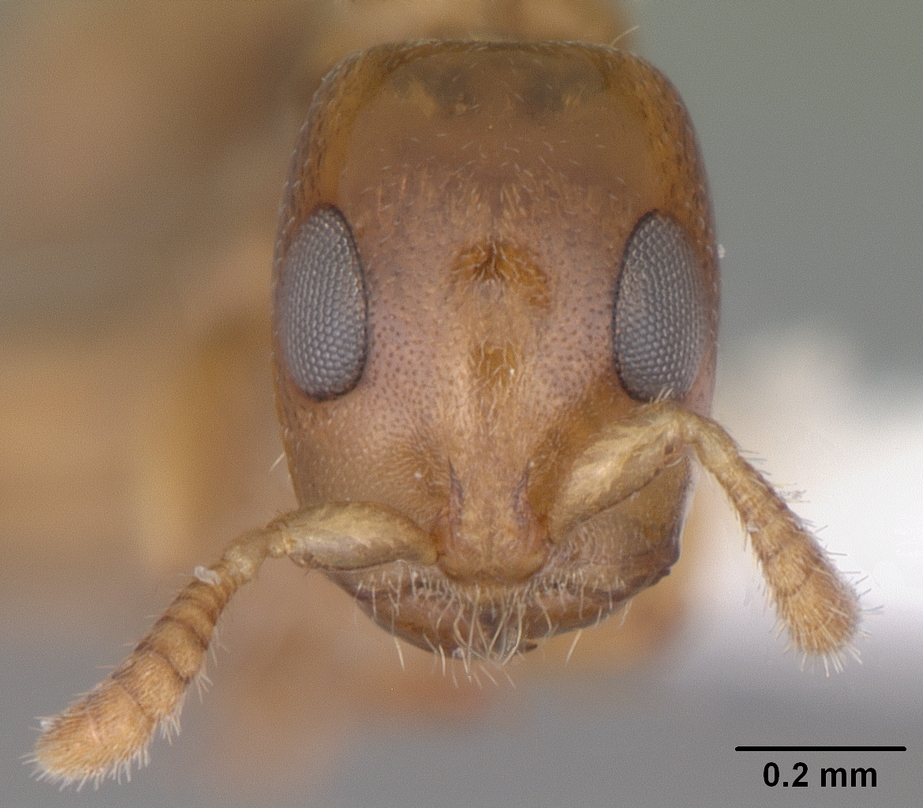
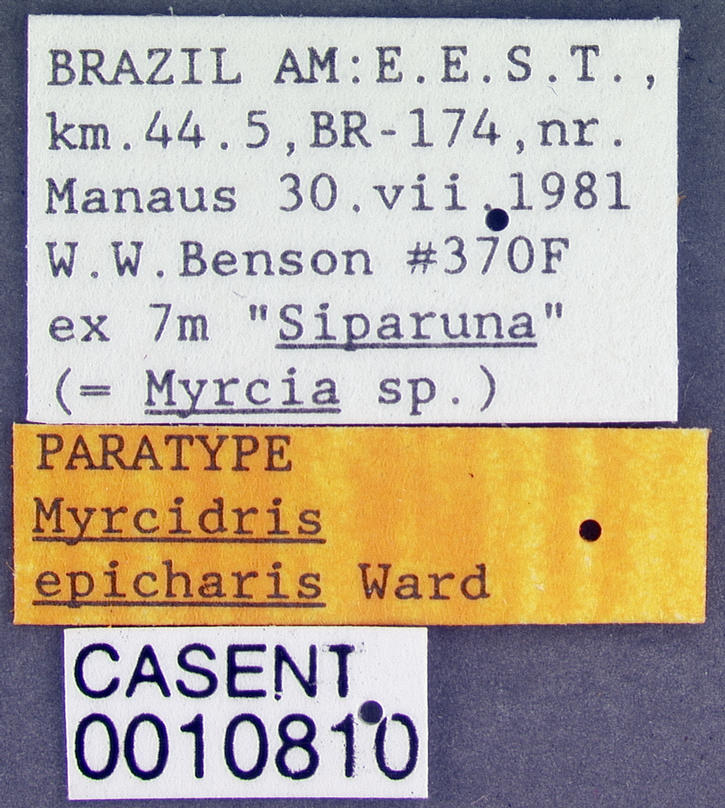
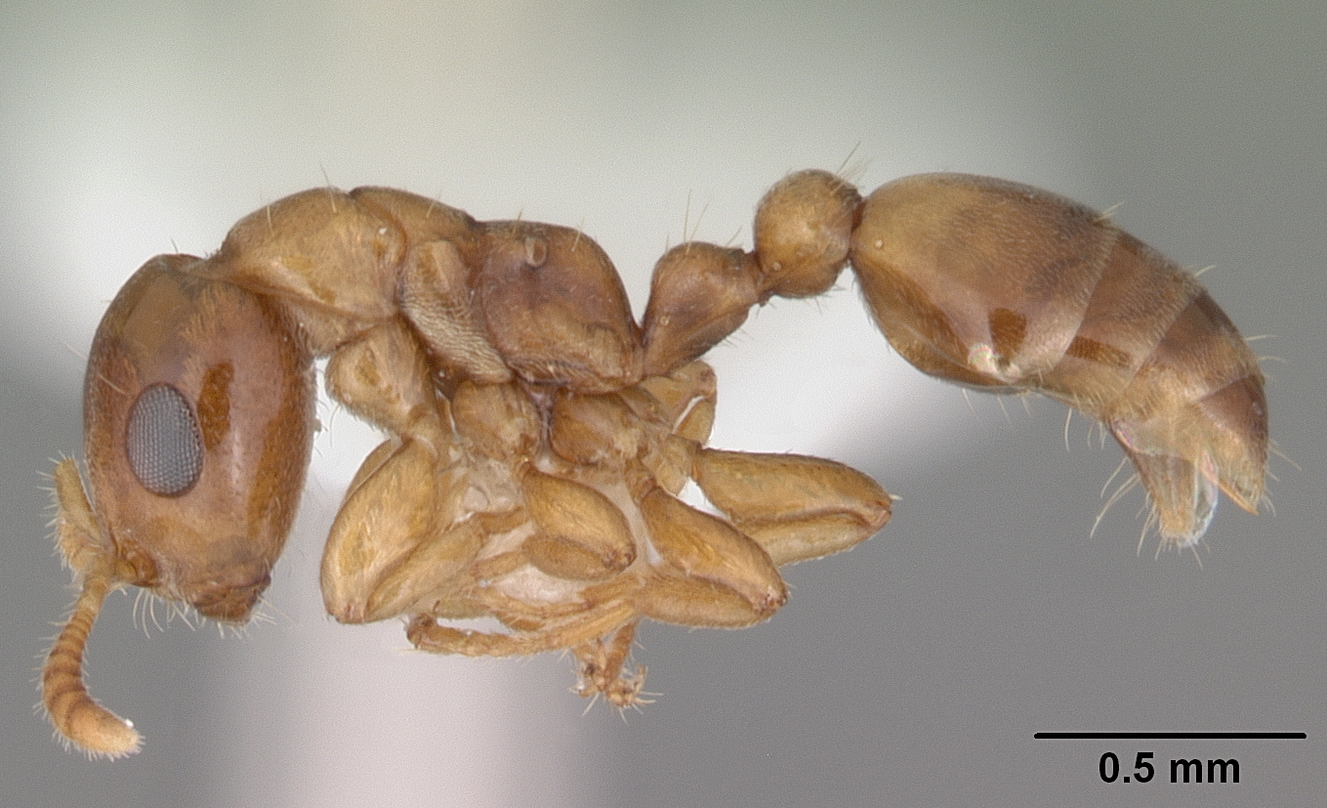
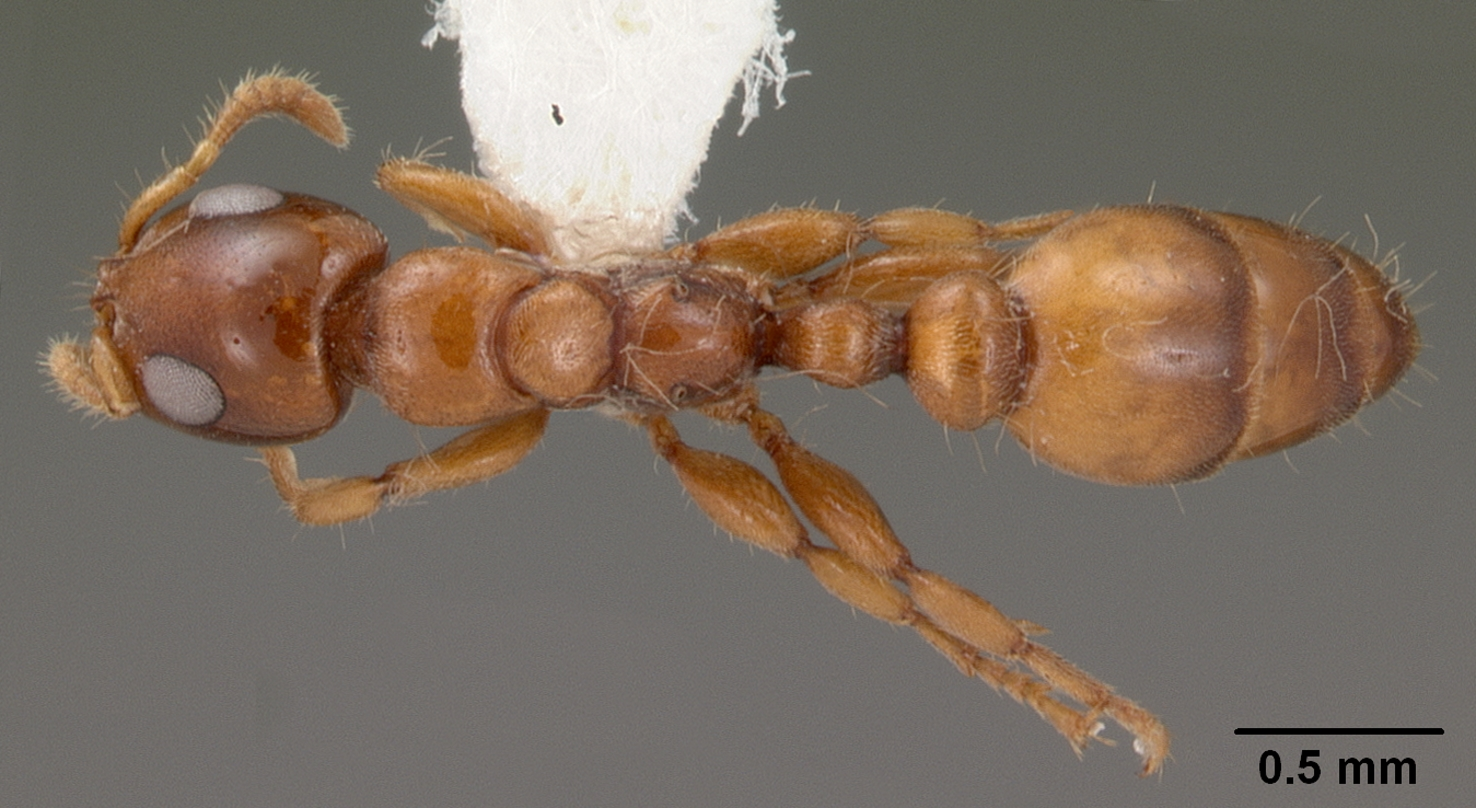
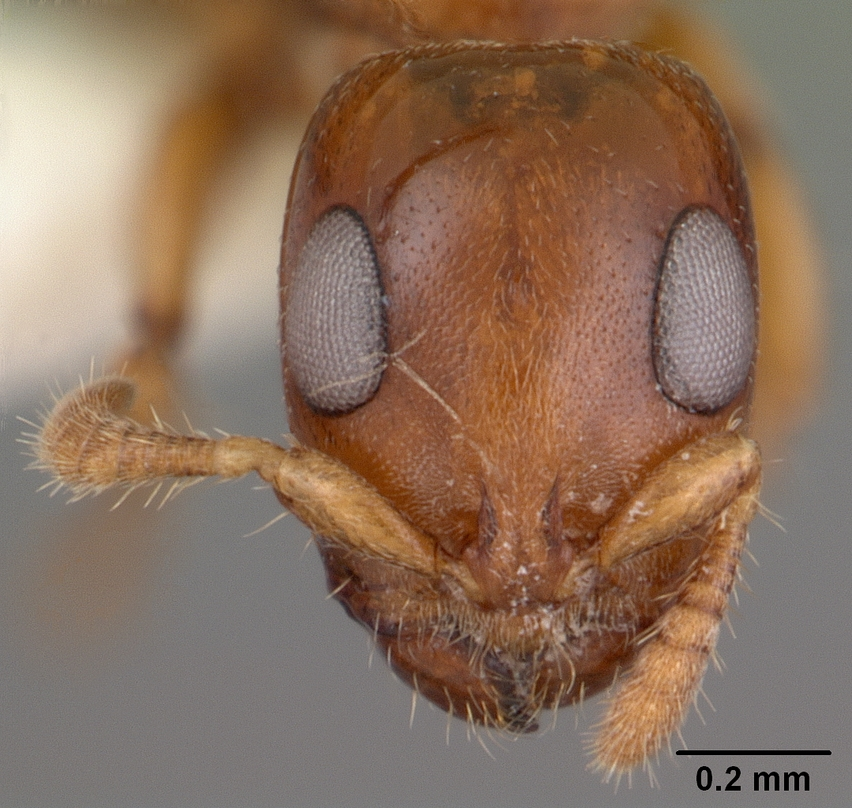